# Historia Malty pod rządami joannitów
Malta była rządzona przez Zakon Joannitów w latach 1530–1798 jako lenno Królestwa Sycylii. W roku 1530 cesarz Karol V podarował Zakonowi Rycerzy Świętego Jana wyspy Maltę i Gozo, oraz miasto Trypolis (dziś w Libii), po utracie przez nich Rodos. Turcy osmańscy, po sześciodniowym oblężeniu w roku 1551, zdobyli Trypolis, lecz próba zajęcia Malty w roku 1565 nie powiodła im się.
Skutkiem ataku tureckiego w roku 1565, była decyzja Zakonu osiedlenia się na stałe na Malcie, gdzie rozpoczęto budowę nowej stolicy – Valletty. Przez następne dwa stulecia Malta przeżywała swój „złoty okres”, charakteryzujący się rozkwitem sztuki, architektury oraz ogólną poprawą sytuacji w społeczeństwie. W połowie XVII wieku, Zakon był de iure właścicielem kilku wysp na Karaibach, przyczyniając się w maleńkim stopniu do kolonizacji Ameryk.
Zakon zaczął podupadać w latach 1770., a rewolucja francuska w roku 1792 poważnie go osłabiła. W roku 1798 wojska francuskie dowodzone przez Napoleona, najechały Maltę i wyrzuciły z niej Zakon, czego rezultatem była dwuletnia francuska okupacja Malty. W końcu Maltańczycy zbuntowali się przeciwko Francuzom, i w roku 1800 wyspa stała się brytyjskim protektoratem. Na podstawie układu w Amiens w roku 1802, Malta miała wrócić w ręce Zakonu, lecz Brytyjczycy wciąż kontrolowali wyspę, i w roku 1813 proklamowali Maltę swoją kolonią, co sformalizował traktat w Paryżu w roku 1814.

## Wiek szesnasty

### Początki
W wyniku udanego oblężenia Rodos przez Imperium Osmańskie w roku 1522, Zakon Świętego Jana został wypędzony ze swojej siedziby na tej wyspie. Po siedmiu latach tułania się po Europie, w roku 1530 Rycerze osiedli wreszcie, kiedy cesarz Karol V, jako król Sycylii, dał im Maltę, Gozo i północnoafrykański port Trypolis w lenno, w zamian za roczną opłatę w wysokości jednego sokoła maltańskiego, który miał być wysyłany w Dzień Zaduszny do królewskiego przedstawiciela, w osobie wicekróla Sycylii.
Zakon osiedlił się w mieście Birgu i uczynił go swoją stolicą. Starożytna forteca, znana jako Castrum Maris, została przebudowana w Fort Świętego Anioła, fortyfikacje miasta zostały wzmocnione, oraz zbudowano wiele nowych budynków. Zakon zaczął też wkrótce bić własne monety, osiedlając się na dobre na Malcie.
Rycerze Szpitalnicy kontynuowali swoje akcje morskie przeciwko muzułmanom, a zwłaszcza piratom berberyjskim. Chociaż mieli jedynie kilka okrętów, szybko wywołali gniew Imperium Osmańskiego, niechętnie widzącego Rycerzy osiadłych w nowym miejscu. W lipcu 1551 roku Turcy nieskutecznie próbowali zająć Fort Świętego Anioła, zaś później Mdinę, by w końcu opanować Gozo kilka dni później. Następnie pożeglowali do Trypolisu i zdobyli miasto w sierpniu. Po tym ataku Zakon starał się odbudować populację Gozo, oraz wzmocnił fortyfikacje Wielkiego Portu. Zbudowano kilka fortów, m.in. Fort Saint Elmo i Fort Saint Michael, a wokół tego ostatniego zaczęło powstawać miasto Senglea.
Gdzieś pomiędzy rokiem 1551 i 1556, Maltę nawiedziło tornado, niszcząc przynajmniej cztery z zakonnych galer i zabijając ponad 600 ludzi. Była to największa katastrofa, spowodowana siłami przyrody, jaka dotknęła kiedykolwiek Maltę, i jedno z najbardziej śmiercionośnych tornad w notowanej historii.
W roku 1553, cesarz Karol V zaoferował Zakonowi przejęcie miasta Mahdia, w dzisiejszej Tunezji. Jednak Zakon odmówił, opierając się na ustaleniach specjalnie ustanowionej komisji, że miasto byłoby za drogie do zarządzania. Wtedy cesarz rozkazał wicekrólowi Sycylii, Juanowi de Vega, zburzyć miasto, aby zapobiec zajęciu go przez muzułmanów. De Vega spalił Mahdie, lecz w odwecie, za odmowę przejęcia miasta, wstrzymał na Maltę wywóz pszenicy. W odpowiedzi na to, Wielki Mistrz de la Sengle sprowadził na Maltę inżyniera Vincenzo Vogo, w celu zmodernizowania młynów, aby zapobiec głodowi.

### Wielkie Oblężenie i lata późniejsze
Czternaście lat później, w roku 1565, Sulejman Wspaniały wysłał wojska inwazyjne w sile 40 000 żołnierzy, w celu oblężenia 700 rycerzy i 8 000 żołnierzy, usunięciu ich z Malty, i zdobyciu nowej bazy, z której byłoby możliwe uderzenie na Europę.
Na początku walki przebiegały tak niepomyślnie dla joannitów, jak to było wcześniej na Rodos: większość miast została zniszczona, a około połowa rycerzy zginęła. 18 sierpnia sytuacja obleganych zaczęła być dramatyczna: zmniejszająca się codziennie ich liczba uniemożliwiała utrzymanie wszystkich umocnień. Lecz kiedy doradcy zaproponowali opuszczenie Birgu i Senglei, i przeniesienie się do Fortu Świętego Anioła, Wielki Mistrz Jean Parisot de Valette odmówił.
Pomoc od wicekróla Sycylii nie nadeszła. Decyzja ta mogła być spowodowana obawą klęski, a co za tym idzie, narażenia Sycylii i Neapolu na atak turecki. Jego własny syn walczył u boku de Valette’a, więc raczej los twierdzy nie mógł być mu obojętny. Jednak cokolwiek było przyczyną zwłoki, namiestnik wahał się, niemal aż do ostatniej chwili, będąc wreszcie zmuszonym do wyruszenia z pomocą przez gniew swoich własnych oficerów.

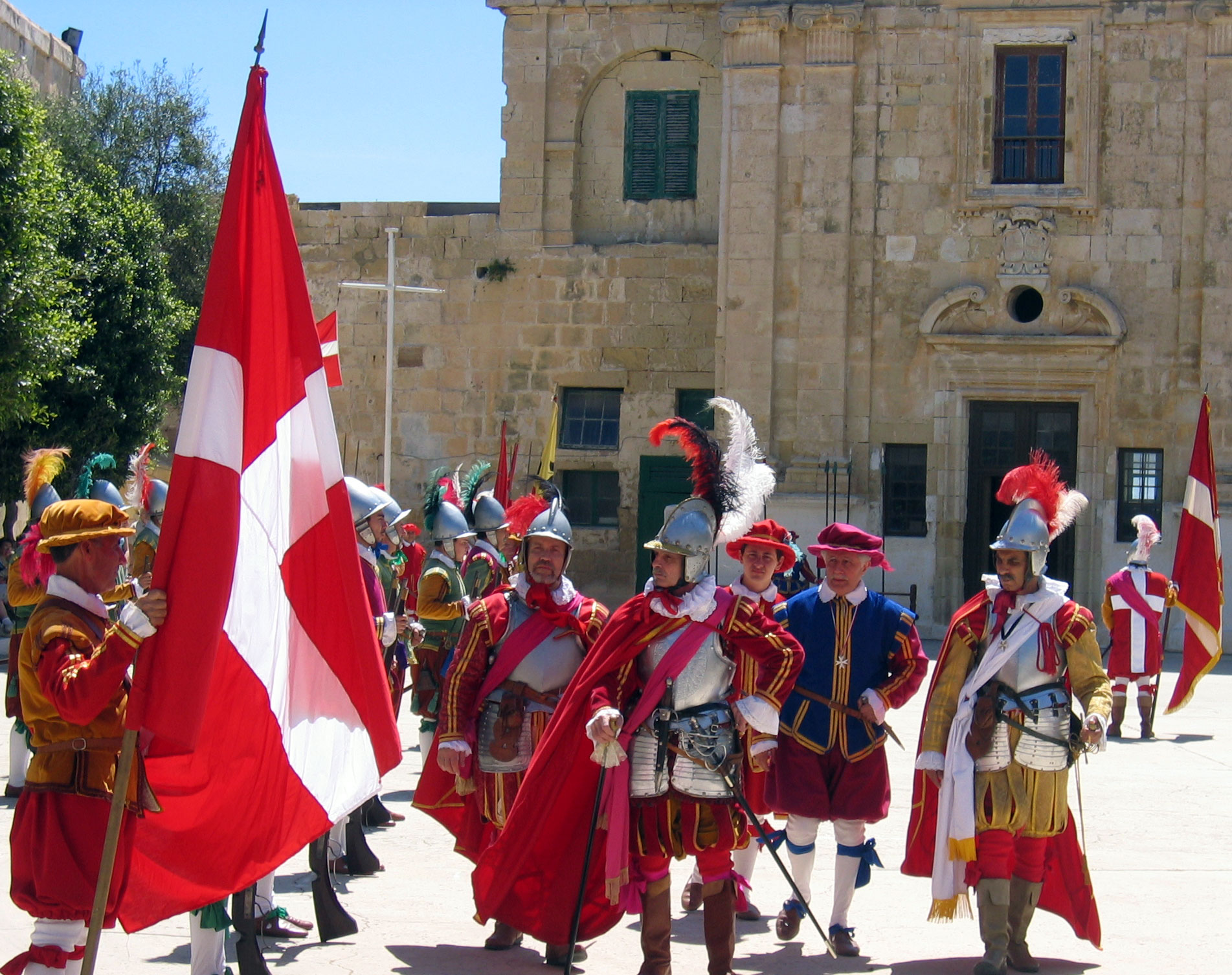
Odtwarzanie musztry wojskowej Rycerzy w Forcie Saint Elmo w 2005 roku

23 sierpnia przyszedł następny mocny atak, jak się okazało, ostatni wielki wysiłek oblegających. Został on odparty z wielkim trudem, nawet ranni brali udział w obronie. Turcy byli bardzo zdesperowani. Oprócz Fortu Saint Elmo, pozostałe fortyfikacje były wciąż nienaruszone. Pracując dzień i noc, obrońcy naprawiali uszkodzenia, i zdobycie Malty wydawało się coraz bardziej niemożliwe. W czasie tych strasznych letnich miesięcy, wielu tureckich żołnierzy, stłoczonych w ciasnych dzielnicach, zapadało na choroby. Zaczęło im brakować amunicji i żywności. Żołnierze sułtana byli coraz bardziej zniechęceni niepowodzeniem ataków oraz stratami. Poważnym ciosem dla napastników była śmierć, w dniu 23 czerwca, Turguta, doświadczonego dowódcy, korsarza i admirała floty osmańskiej. Tureccy dowódcy, Pijal Pasza i Mustafa Lala Pasza, byli niedbali. Mieli ogromną flotę, której użyli skutecznie tylko raz. Zaniedbali komunikacji z północnymi wybrzeżami Afryki, i nawet nie próbowali przechwytywać sycylijskich posiłków.
1 września wykonali swój ostatni wysiłek, lecz morale wojsk osmańskich pogorszyło się poważnie i atak był słaby. To bardzo podniosło na duchu oblężonych, którzy zaczęli widzieć nadzieję na zwycięstwo. Do skonsternowanych i niezdecydowanych Turków dotarła wieść o wylądowaniu w Mellieħa Bay odsieczy z Sycylii. Nieświadomi, że jej ilość jest niewielka, w dniu 8 września przerwali oblężenie i odpłynęli. Wielkie Oblężenie Malty było ostatnią akcją militarną Zakonu, w której siła Rycerzy zdecydowała o zwycięstwie.

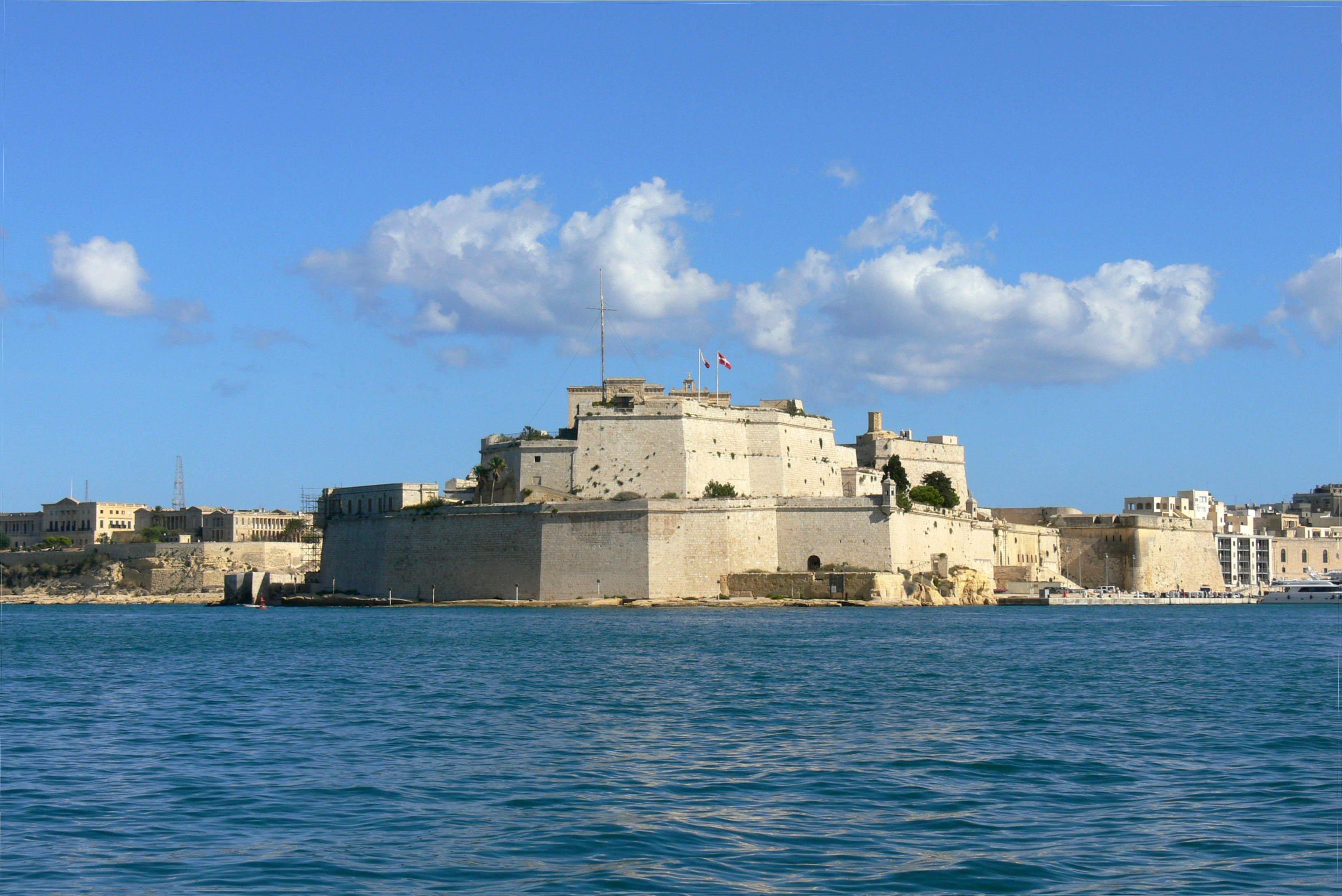
Widok na Fort Świętego Anioła

Kiedy Turcy odpłynęli, joannici mieli jedynie około 600 ludzi, zdolnych nosić broń. Najbardziej wiarygodne źródła oceniają liczebność armii tureckiej na 40 000, z których jedynie 15 000 powróciło do Konstantynopola. Oblężenie Malty jest dobrze przedstawione na freskach Matteo Péreza w Hall of St. Michael and St. George, znanym też jako Sala Tronowa (Throne Room), w Pałacu Wielkiego Mistrza w Valletcie; cztery oryginalne olejne modelli, namalowane przez Péreza w latach 1576–1581, znajdują się w Cube Room w Queen’s House w Greenwich.
Po odparciu oblężenia zbudowano nowe miasto, nazwane Valletta, na cześć Wielkiego Mistrza, który wytrzymał oblężenie. Valletta stała się główną siedzibą Zakonu w roku 1571, i pozostaje stolicą Malty po dziś dzień.
W roku 1574 ustanowiona została na Malcie Rzymska Inkwizycja, kiedy papież Grzegorz XIII wysłał Pietro Dusinę jako mediatora w sporze między Wielkim Mistrzem i biskupem. Nowa inkwizycja zastąpiła starą średniowieczną, prowadzoną przez biskupa Palermo.
W roku 1581 nastąpił kryzys pomiędzy Główną Radą Zakonu a Wielkim Mistrzem Jeanem de la Cassière’em. Kryzys przeobraził się w bunt, la Cassière został odosobniony w Forcie Świętego Anioła, a Wielkim Mistrzem został obrany rycerz Mathurin d’Aux de Lescout. Papież Grzegorz XIII wysłał Gaspare Viscontiego, aby rozstrzygnął konflikt, a la Cassière i d’Aux de Lescout zostali wezwani do Rzymu, aby wyjaśnić całą sprawę. W pierwszym tygodniu pobytu w Rzymie de Lescout niespodziewanie zmarł, a la Cassière został przywrócony na pozycję Wielkiego Mistrza. Jednakże on również zmarł w ciągu miesiąca w Rzymie, i spór został definitywnie zażegnany. W styczniu roku 1582 Hugues Loubenx de Verdalle został wybrany kolejnym Wielkim Mistrzem.

## Wiek siedemnasty

### Najważniejsze dokonania

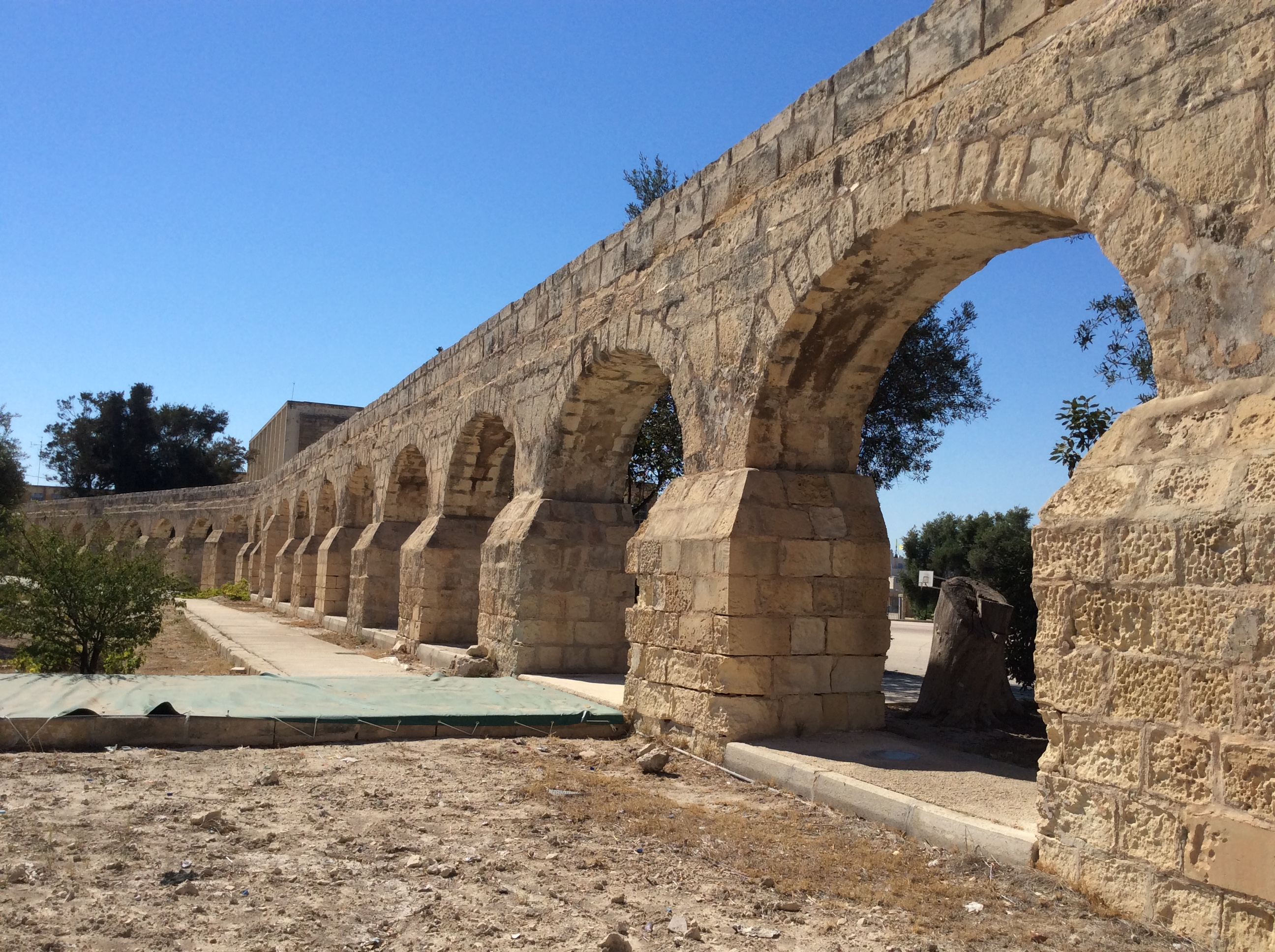
Akwedukt Wignacourta w Birkirkara

Pomiędzy rokiem 1610 a 1615 zbudowany został Akwedukt Wignacourta, aby przesyłać wodę z Dingli i Rabatu do stołecznej Valletty. Akwedukt ten pozostawał w użyciu do początków XX wieku, i większość z jego przęseł przetrwała do dziś.
W ciągu XVII wieku ulepszone zostały także maltańskie fortyfikacje. Pomiędzy rokiem 1599 a 1622 znaczna część Cittadelli na Gozo została kompletnie przebudowana. W latach 30. i 40. XVII wieku tereny Wielkiego Portu zostały wzmocnione przez wybudowanie Floriana Lines i Santa Margherita Lines, otaczających fortyfikacje frontowe Valletty oraz Birgu i Senglei. Później, pomiędzy rokiem 1670 a 1680, zbudowano Cottonera Lines, otaczające Santa Margherita Lines. Z powodu trudności finansowych, te dwie ostatnie nie były dokończone przez szereg lat. Pod koniec XVII wieku zbudowany został też Fort Ricasoli, osłaniający wejście do Wielkiego Portu, a forty Saint Elmo i Świętego Anioła zostały wzmocnione.

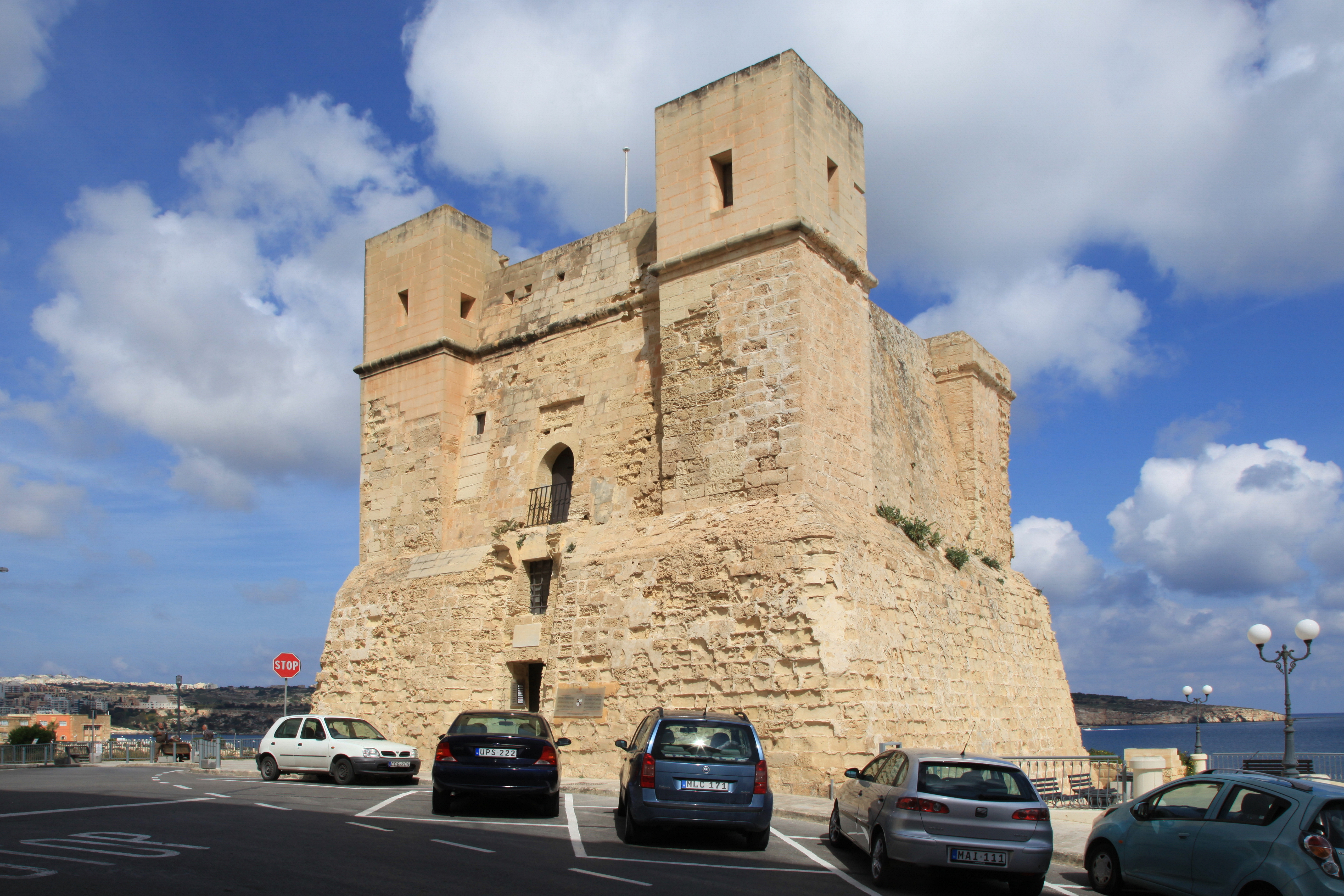
Wieża Wignacourt, najstarsza zachowana wieża strażnicza na Malcie

Pomimo znaczących fortyfikacji na terenie portu, w XVII wieku większość pozostałej linii brzegowej nie była broniona. W roku 1605 zbudowana została na Gozo wieża Garzes. W następnych latach Wielki Mistrz Alof de Wignacourt kontynuował modernizację fortyfikacji brzegowych, budując wieże Wignacourta, serię sześciu umocnionych wież strażniczych. W czasie rządów Wielkiego Mistrza Giovanni Paolo Rascarisa zostało zbudowanych szereg mniejszych wież. Jego następca, Martin de Redin, raz jeszcze zbudował szereg podobnych wież. Ostatnią zbudowaną brzegową wieżą strażniczą była wieża Isopu, zbudowana w roku 1667, za czasów Nicolasa Cotonera.
W roku 1693 nawiedziło Maltę trzęsienie ziemi, niszcząc wiele budynków, zwłaszcza w byłej stolicy – Mdinie. Katedra św. Pawła, zbudowana za czasów normańskiej okupacji Malty, uległa zniszczeniu, i w roku 1697 rozpoczęto jej odbudowę w stylu barokowym.
W XVII i początkiem XVIII wieku flota Zakonu Joannitów była u szczytu swej potęgi. Zakon, przeważnie razem z flotami innych państw europejskich, angażował się w bitwy morskie przeciwko Imperium Osmańskiemu, jak np. bitwa 28 września 1644 roku czy bitwa w Cieśninie Dardanelskiej w roku 1656. Rycerze Zakonu brali również udział w bitwie pod Lepanto w roku 1571, pod dowództwem księcia Juana de Austria. Ważną częścią maltańskiej gospodarki, aż do wczesnych lat XVIII wieku było też korsarstwo.

### Kolonizacja

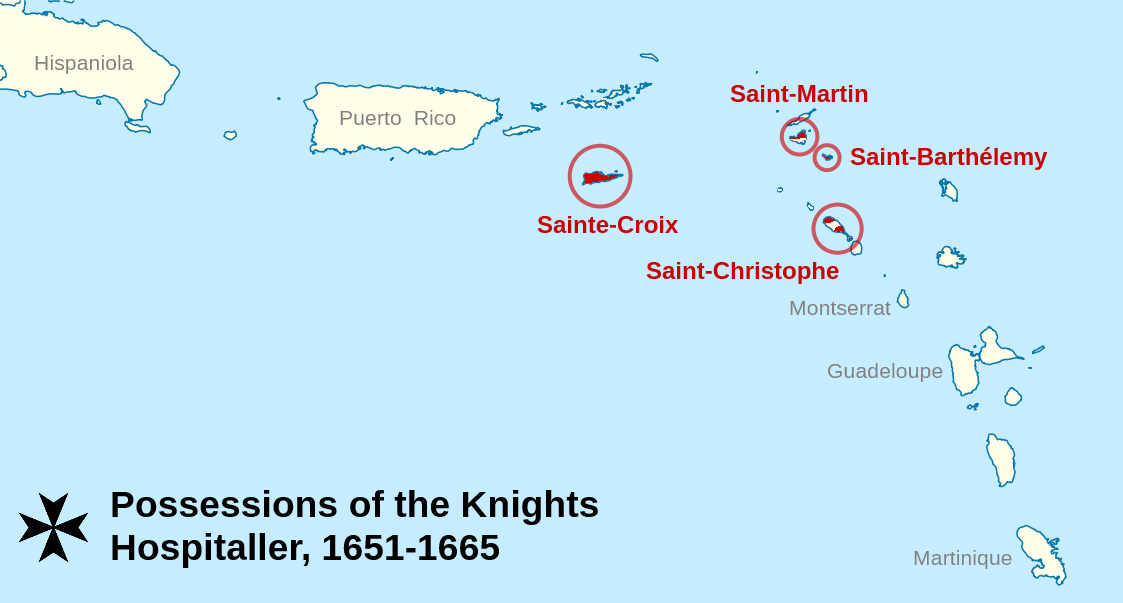

Krzyż maltański jest przedstawiony na herbie Saint Barthélemy, spadek po kolonizacji wyspy przez joannitów

Zakon brał również udział w kolonizacji Ameryk. 21 maja 1651 roku nabył cztery wyspy na Karaibach: Saint-Barthélemy, Saint-Christophe, Sainte-Croix i Saint-Martin. Zostały one zakupione od francuskiej Compagnie des Îles de l'Amérique, która właśnie została rozwiązana. Zakon sprawował władzę nad wyspami do czasu śmierci ustanowionego tam gubernatora, Phillippe’a de Longvilliers de Poincy, i w roku 1665 wyspy te zostały sprzedane Francuskiej Kompanii Zachodnioindyjskiej. To oznaczało koniec wpływów Zakonu Maltańskiego poza Morzem Śródziemnym.

## Wiek osiemnasty

### Od początku stulecia do rządów Manuela Pinto

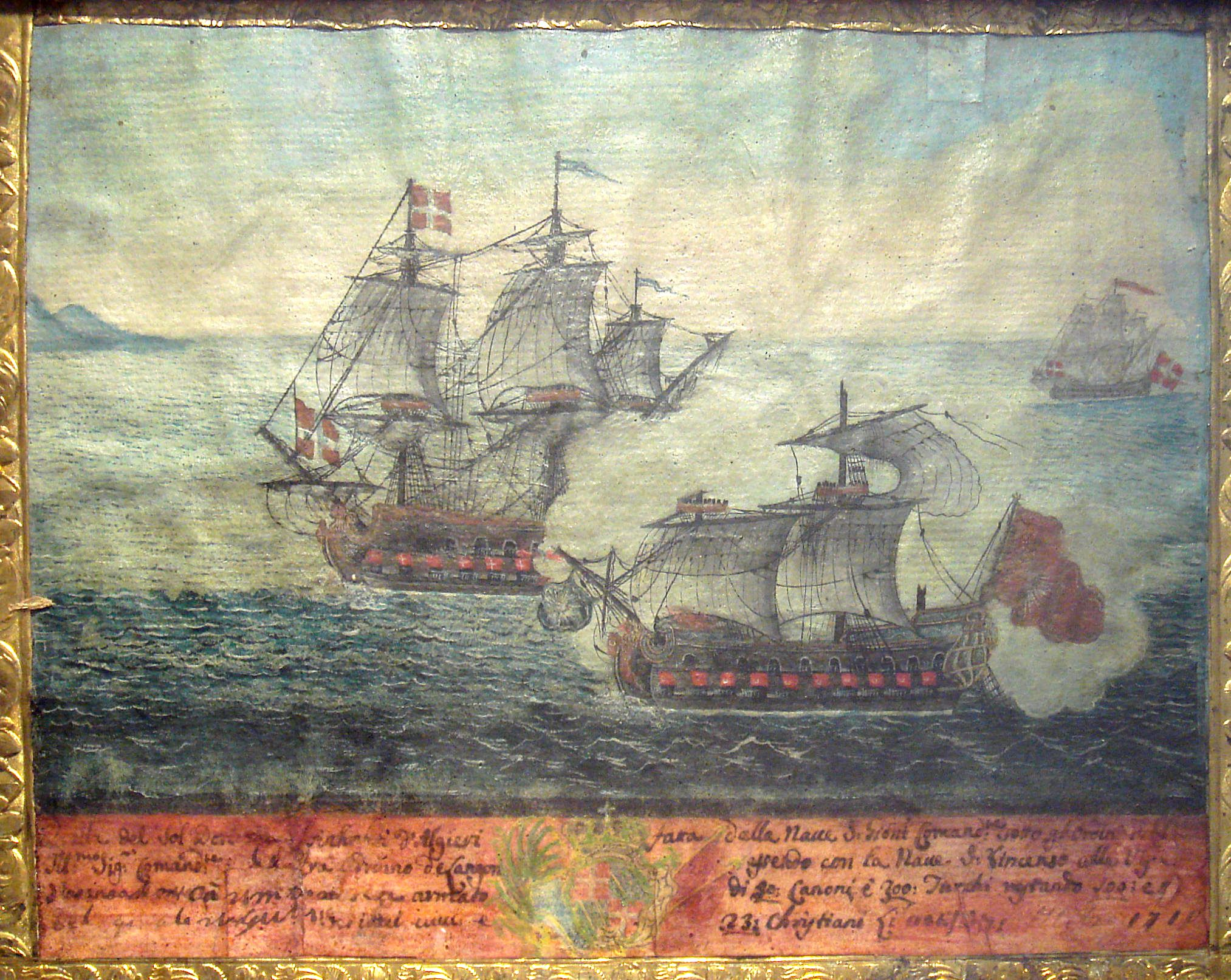
Bitwa morska między flotą osmańską i flotą Zakonu w roku 1719

Począwszy od roku 1714, wzdłuż wybrzeży Malty i Gozo, zbudowane zostały 52 baterie i reduty oraz inne umocnienia (entrenchments). Inne większe fortyfikacje, zbudowane w XVIII wieku, to m.in. Fort Chambray na Gozo, zbudowany w latach 1749–1760., i Fort Tigné w Marsamxett, zbudowany w latach 1792–1795.
W XVIII wieku na Malcie królowała architektura baroku. Było to głównie powiązane z rządami Wielkich Mistrzów Antonio Manoela de Vilheny i Manuela Pinto da Fonseca, którzy byli Portugalczykami. Podczas rządów Vilheny, miasto Mdina zostało znacznie przebudowane w stylu barokowym. Inne znaczące barokowe budowle, powstałe w czasie rządów Wielkiego Mistrza Vilheny, to Fort Manoel i Teatr Manoel. Również, pomiędzy Floriana Lines a Vallettą, zaczęło powstawać w tym czasie miasto Floriana, które od Wielkiego Mistrza otrzymało nazwę Borgo Vilhena.

Podczas rządów Manuela Pinto, które przypadły na lata 1741–1773, styl barokowy trzymał się ciągle mocno. Typowe budynki z tego okresu to Zajazd Kastylijski i Valletta Waterfront.

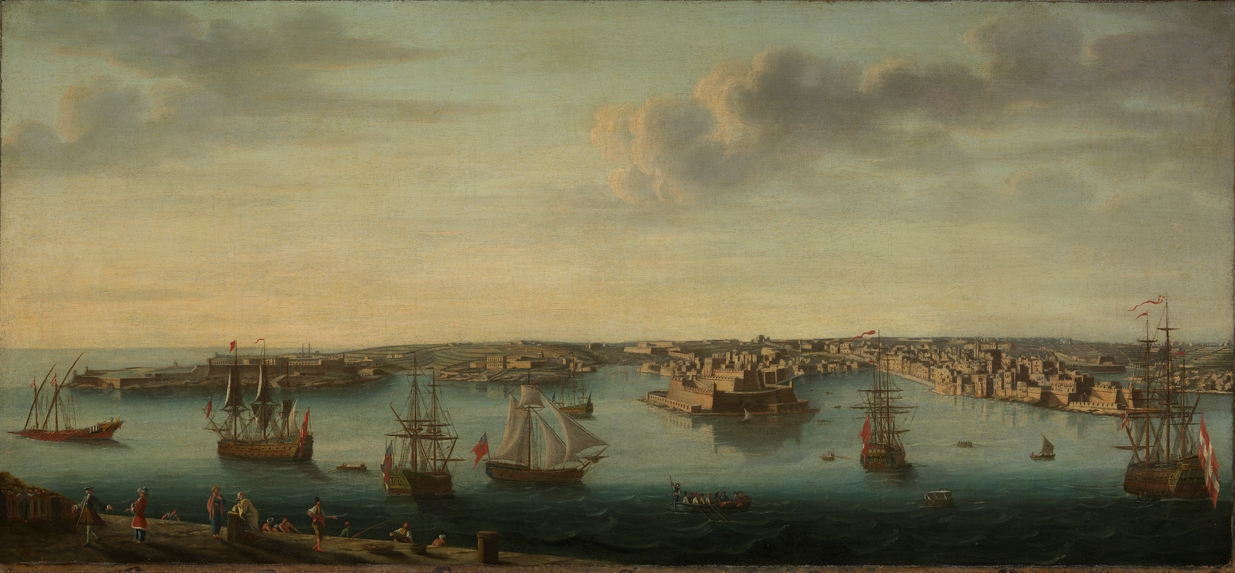
Wielki Port w roku 1750

W roku 1749 miał miejsce spisek niewolników, podczas którego tureccy niewolnicy zaplanowali bunt i zamordowanie Wielkiego Mistrza Pinto. Spisek został szybko wykryty i zlikwidowany, ponieważ informacje wyciekły do Zakonu.
W roku 1753 Manuel de Pinto ogłosił niezależność Zakonu na Malcie, i rozpoczął się spór z królestwem Sycylii pod berłem króla Karola V. Spór wreszcie zakończył się rok później, 26 listopada 1754 roku, kiedy Zakon i królestwo Sycylii powróciły do normalnych relacji. Pomimo tego, Sycylia nigdy więcej nie sprawowała kontroli nad wyspami maltańskimi, a Malta faktycznie stała się niezależnym państwem pod rządami Zakonu Joannitów.

### Upadek
W ostatnich trzech dziesięcioleciach XVIII wieku Zakon doświadczał stałego upadku. Było to rezultatem kilku czynników, włączając w to bankructwo, spowodowane rozrzutnymi rządami Pinto, które drenowały finanse Zakonu. Z tego też powodu, Zakon również zaczął być niepopularny wśród Maltańczyków.
W roku 1775, za rządów Francisca Ximenesa, miało miejsce powstanie księży. Rebelianci byli w stanie zdobyć Fort St. Elmo i Saint James Cavalier, lecz rewolta została stłumiona, kilku jej przywódców zostało straconych, inni uwięzieni albo wygnani z wyspy.
W roku 1792 posiadłości Zakonu we Francji zostały przejęte, w wyniku Rewolucji Francuskiej, przez państwo, co wpędziło, i tak już prawie zbankrutowany Zakon, w jeszcze większy kryzys finansowy. Kiedy Napoleon wylądował na Malcie w czerwcu 1798 roku, rycerze mieli możliwości wytrzymać długie oblężenie, ale poddali wyspę prawie bez walki. Francuzi okupowali Maltę do roku 1800, kiedy zostali wyparci przez maltańskich rewolucjonistów, wspomaganych przez Wielką Brytanię. Malta stała się brytyjskim protektoratem, i chociaż pokój w Amiens nakazywał zwrócić wyspę Zakonowi, nie zostało to wykonane. Kiedy nowy Wielki Mistrz Giovanni Battista Tommasi domagał się od cywilnego komisarza Malty Alexandra Balla zwrotu Pałacu Wielkiego Mistrza w Valletcie, ten 2 marca 1803 roku odparł, że Wielka Brytania jest upoważniona do kontynuacji pobytu swego kontyngentu wojskowego na wyspie, i pałac nie może zostać opuszczony, gdyż zajmowany jest przez brytyjskie służby cywilne.
Malta w końcu została kolonią brytyjską w roku 1813 i pozostała nią do uzyskania niepodległości w roku 1964. Zakon rozproszył się po Europie, na początku XIX wieku skierował swoją działalność ku celom humanitarnym i religijnym. W roku 1834, Zakon, który zaczął być znany jako Suwerenny Rycerski Zakon Maltański (Sovrano Militare Ordine di Malta – SMOM), ustanowił swoją główną siedzibę w swojej byłej ambasadzie w Rzymie, gdzie pozostaje do dziś.